# 拉勒芒陨石坑
拉勒芒陨石坑（Lallemand）是位于月球正面西南边沿的一座撞击坑，其名称取自法国天文学家安德烈·拉勒芒（1904年-1978年），1985年被国际天文学联合会正式接受。

## 描述

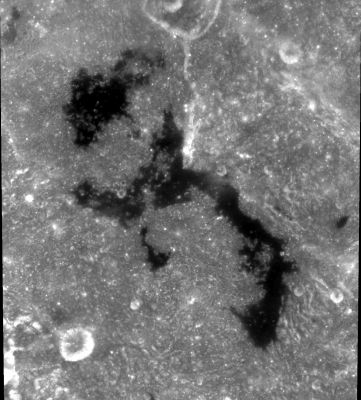
克莱门汀号拍摄的拉勒芒陨石坑（左下方）和秋湖

该陨坑的北面坐落了较大的施吕特环形山和哈特维希环形山，东面毗邻已损毁的罗卡环形山，相对年轻的埃赫施塔特陨石坑及科普夫陨石坑分别位于它的东南和西南偏西。拉勒芒陨石坑的西侧紧挨着环东方海的鲁克山脉和它后面细长的春湖，往东北则分布有秋湖及绵延在它后面的科迪勒拉山脉。该陨坑中心月面坐标为14°24′S 84°13′W / 14.4°S 84.21°W，直径16.69公里，深约2.67公里。
拉勒芒陨石坑外观呈圆碗状，西南侧向外凸出，坑壁边沿清晰，内壁面较粗为平整，且带有较高的反照率，其中西侧内壁上嵌入了一座小撞击坑。
它的坑壁最大高出周边地形620米。坑底直径约只有坑口的一半。
在1985年被国际天文学联合会正式命名前，该陨坑曾被称作卫星坑科普夫 A（所谓的卫星坑标记法：以所靠近的主坑名+字母来命名）。
由于该陨坑位置靠近月球正面西南边沿，有时通过月球摄动，可看到它扭曲的形状。

## 另请参阅
- Andersson, L. E.; Whitaker, E. A. . NASA RP-1097. 1982.
- Blue, Jennifer. . USGS. July 25, 2007  [2007-08-05]. （原始内容存档于2012-04-08）.
- Bussey, B.; Spudis, P. . New York: Cambridge University Press. 2004. ISBN 978-0-521-81528-4.
- Cocks, Elijah E.; Cocks, Josiah C. . Tudor Publishers. 1995. ISBN 978-0-936389-27-1.
- McDowell, Jonathan. . Jonathan's Space Report. July 15, 2007  [2007-10-24]. （原始内容存档于2012-05-26）.
- Menzel, D. H.; Minnaert, M.; Levin, B.; Dollfus, A.; Bell, B. . Space Science Reviews. 1971, 12 (2): 136–186. Bibcode:1971SSRv...12..136M. doi:10.1007/BF00171763.
- Moore, Patrick. . Sterling Publishing Co. 2001. ISBN 978-0-304-35469-6.
- Price, Fred W. . Cambridge University Press. 1988. ISBN 978-0-521-33500-3.
- Rükl, Antonín. . Kalmbach Books. 1990. ISBN 978-0-913135-17-4.
- Webb, Rev. T. W.  6th revised. Dover. 1962. ISBN 978-0-486-20917-3.
- Whitaker, Ewen A. . Cambridge University Press. 1999. ISBN 978-0-521-62248-6.
- Wlasuk, Peter T. . Springer. 2000. ISBN 978-1-85233-193-1.